# Fred Miekley

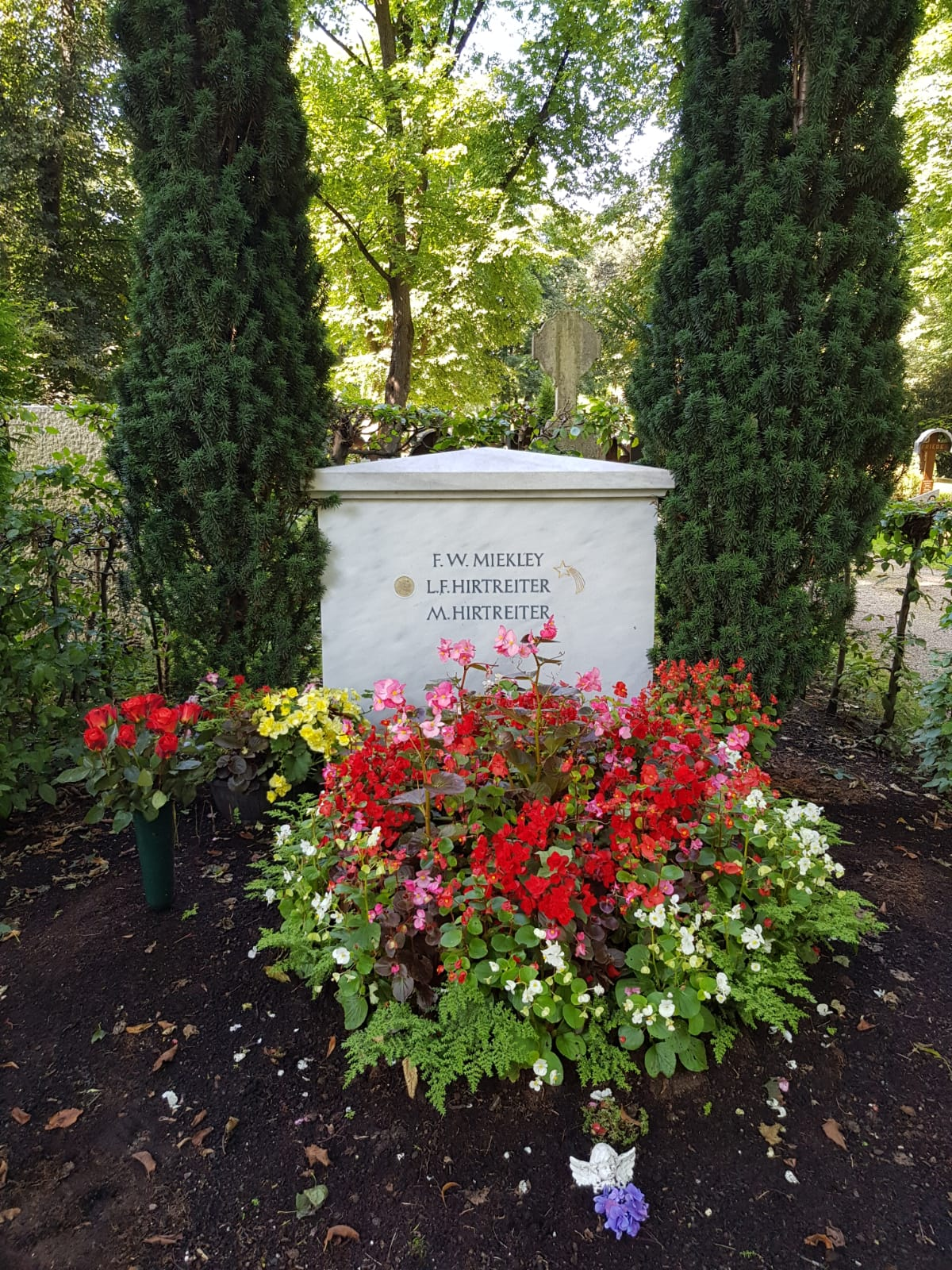
Grab von Fred Miekley, September 2021

Fred W. Miekley († 3. Mai 1988) war ein deutscher Musikmanager und Filmproduzent, der den Schauspieler und Schlagersänger Rex Gildo entdeckte und aufbaute.

## Leben
Miekley war Inhaber des Unternehmens Debena-Film Fred Miekley, Hohenzollernstraße 61 in München, das kurze Dokumentarfilme und Werbefilme produzierte. Sein Wohnsitz war in der Ottostraße 9.
Miekley war in den 1950er Jahren maßgeblich an der Entdeckung Rex Gildos beteiligt, den er bis zu seinem Tod betreute. Miekley und Gildo lernten sich in der Kneipe „Nachteule“ in München-Schwabing kennen. Vermutlich um seine mutmaßlich homosexuelle Beziehung mit Miekley geheim zu halten, heiratete Gildo 1974 seine Cousine Marion Hirtreiter. In der Öffentlichkeit hatte Gildo behauptet, dass es sich bei seiner Braut um eine Zufallsbegegnung mit einer Frau namens Marion Ohlsen handele, was erst später durch Presseberichte widerlegt wurde. Angeblich führten Gildo und Hirtreiter eine Scheinehe.
Am 3. Mai 1988 verstarb Miekley an Nierenversagen. Er liegt zusammen mit Rex Gildo und Marion Hirtreiter auf dem Münchner Ostfriedhof begraben.

## Filmografie
- 1956: Kleine Stadt an der Adria
- 1956: Land am Triglav – Land der Gegensätze
- 1962: Gerhart Hauptmann

## Film
In dem halbdokumentarischen Spielfilm Rex Gildo – Der letzte Tanz (2022) von Rosa von Praunheim wird Miekley von Ben Becker verkörpert.